# Thames Valley Rugby
Thames Valley es una selección provincial de Nueva Zelanda que representa a la Thames Valley Rugby Football Union de la ciudad de Paeroa en competencias domésticas de rugby.
Desde el año 2006 participa en el Heartland Championship, competencia en la cual ha obtenido un campeonato en 2018.
En el Super Rugby es representado por el equipo de Chiefs.

## Historia
Desde el año 1976 hasta el 2005 participó en el National Provincial Championship la principal competencia entre clubes provinciales de Nueva Zelanda, en la que logró varios campeonatos de tercera división.
Desde el año 2006 ingresa al Heartland Championship, en la que ha logrado un campeonato en el año 2018.
Ha logrado victoria sobre los seleccionados de Australia, Fiyi y Tonga.

## Palmarés

### Tercera División (3)
- Tercera División del NPC (3): 1988, 1990, 1995

### Heartland Championship
- Meads Cup (2): 2018, 2024

## All Blacks
- Kevin Barry
- Bob O'Dea